# Хацуюмэ
Хацуюмэ (яп. 初夢, буквально «первый сон») — первый сон в новом году (как правило, в ночь с 1 на 2 января), который, по японским повериям, определяет судьбу человека на весь следующий год. Впервые упоминается в «Санкасю» (яп. 山家集 санкасю:), сборнике стихов периода Камакура.
О хацуюмэ существует поговорка «раз — Фудзи, два — ястреб, три — баклажан» (яп. 一富士二鷹三茄子 ити фудзи, ни така, сан насуби), перечисляющая предметы, которые увидеть в первом сне — особенно хорошая примета.